# Isidoor Bauwens
Isidoor Jozef Bauwens (Aalst, 9 maart 1855 - aldaar, 9 oktober 1918) was een Belgisch medicus, auteur en politicus.

## Levensloop
Hij was de jongere broer van Evarist en van Gustaaf Bauwens en liep school aan het Sint-Jozefscollege in Aalst. Vervolgens studeerde hij aan de Katholieke Universiteit Leuven waar hij promoveerde tot doctor in de geneeskunde (1881). Tijdens zijn studententijd was hij secretaris van het Taal- en Letterlievend Studentengenootschap Met Tijd en Vlijt. Hij vestigde zich als arts in Aalst en kreeg op verschillende vlakken naambekendheid. Hij huwde met Maria De Cock. Op geneeskundig vlak werkte hij mee aan wetenschappelijke congressen en schreef ruim erkende studies.
Hij werd ook politiek actief en was gedurende een aantal jaren gemeenteraadslid en schepen van onderwijs in Aalst. Tevens was hij literator en schreef voornamelijk toneelstukken. Voorts was hij erevoorzitter van toneelgezelschap Het Land van Riem, luitenant-geneesheer van de brandweer van Aalst, lid van de Koninklijke Vlaamse Academie voor Taal- en Letterkunde en voorzitter van de Oost-Vlaamse Katholiek Vlaamsch Oud-Hoogstudentenverbond.
In Aalst is het  Isidoor Bauwensplein (voorheen Fabriekplaats en in de volksmond bekend als "den botanikken hof") in 1927 naar hem vernoemd.